# Taken by a Stranger
Taken by a Stranger este un cântec interpretat de cântăreața germană Lena Meyer-Landrut care a reprezentat Germania la Concursul Muzical Eurovision 2011 din Düsseldorf, obținând 107 puncte și locul 10. A fost compus de Gus Seyffert, Nicole Morier și Monica Birkenes și produs de Stefan Raab și Reinhard Schaub pentru al doilea album de studio al Lenei, Good News.
Piesa a fost aleasă prin televoting câștigătoarea concursului național german  Unser Song für Deutschland (Steaua noastră pentru Germania) pe 18 februarie 2011, cu peste 79% din voturi.

## Lansare
„Taken by a Stranger” a fost lansat pentru descărcare digitală pe 18 februarie 2011, în noaptea de după finala concursului Unser Song für Deutschland (Steaua noastră pentru Germania). Piesa a fost publicată prin intermediul casei de discuri USFO, o cooperație între Universal Music Germania și Raab TV/Brainpool creată cu un an în urmă.

## Listă
| Descărcare digitală |                                         |         |  |
| Nr.                 | Titlu                                   | Lungime |  |
| 1.                  | „Taken by a Stranger” (Versiune single) | 3:23    |  |
| 2.                  | „Taken by a Stranger” (În direct)       | 3:24    |  |

| CD  |                                        |                                              |                              |         |  |
| Nr. | Titlu                                  | Autor(i)                                     | Producător(i)                | Lungime |  |
| 1.  | „Taken by a Stranger” (Single Version) | Gus Seyffert, Nicole Morier, Monica Birkenes | Stefan Raab, Reinhard Schaub | 3:23    |  |
| 2.  | „That Again” (Versiune de album)       | Stefan Raab                                  | Stefan Raab                  | 3:03    |  |

## Clasamente
| Țară (2011)                            | Poziție |
| -------------------------------------- | ------- |
| Austria (Ö3 Austria Top 40)            | 18      |
| Belgia (Ultratip Flandra)              | 24      |
| Belgia (Ultratip Valonia)              | 39      |
| Elveția (Schweizer Hitparade)          | 29      |
| Germania (Media Control AG)            | 2       |
| Irlanda (IRMA)                         | 50      |
| Olanda (Mega Single Top 100)           | 92      |
| Regatul Unit (Official Charts Company) | 117     |

### Clasamente anuale
| Țară (2011) | Poziție |
| ----------- | ------- |
| Germania    | 69      |

## Istoricul lansărilor
| Regiune      | Dată              | Casă de discuri | Format                  |
| ------------ | ----------------- | --------------- | ----------------------- |
| Germania     | 22 februarie 2011 | Universal Music | Descărcare digitală, CD |
| Regatul Unit | 28 februarie 2011 | Island Records  | Descărcare digitală     |
| Europa       | 15 mai 2011       | Island Records  | Descărcare digitală     |
| Australia    | 15 mai 2011       | Island Records  | Descărcare digitală     |